# Pardaillan
Pardaillan is een gemeente in het Franse departement Lot-et-Garonne (regio Nouvelle-Aquitaine) en telt 312 inwoners (1999). De plaats maakt deel uit van het arrondissement Marmande.

## Geografie
De oppervlakte van Pardaillan bedraagt 19,8 km², de bevolkingsdichtheid is 15,8 inwoners per km².
De onderstaande kaart toont de ligging van Pardaillan met de belangrijkste infrastructuur en aangrenzende gemeenten.

## Demografie
Onderstaande figuur toont het verloop van het inwonertal (bron: INSEE-tellingen).